# San Juan del Río Coco
San Juan del Río Coco est une municipalité nicaraguayenne du département de Madriz au Nicaragua.